# Mistrz Magdaleny Mansiego
Mistrz Magdaleny Mansiego – flamandzki malarz czynny w Antwerpii w latach 1510–1530, identyfikowany z Willemem Meulenbroec, uczniem Qentina Matsysa

## Życiorys
Jest autorem obrazu Święta Maria Magdalena znajdującego się od 1897 roku w berlińskiej Gemäldegalerie. Wcześniej obraz znajdował się w kolekcji markiza Giovanniego Battisty Mansiego w Lukce, od nazwiska którego anonimowy mistrz otrzymał swój przydomek. 
Jego styl nawiązywał głównie do prac Quentina Massysa oraz wykazywał podobieństwa do grafik Albrechta Dürera (m.in. Salvador Mundi czy Opłakiwanie) i Marcantonia Raimondiego.

## Przypisywane prace

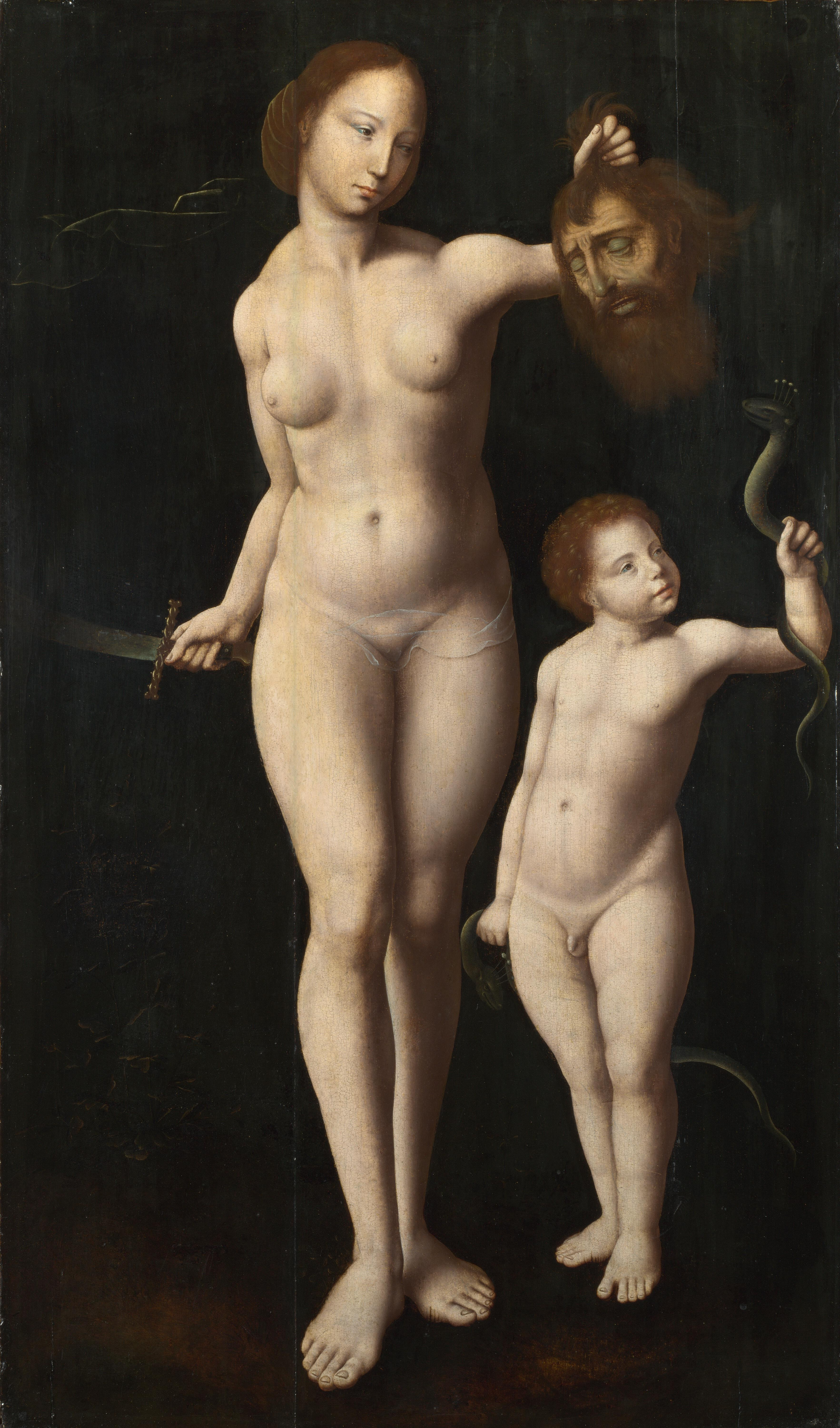
Judyta z głową Holofernesa i z małym Herkulesem